# Nanosesarma batavicum
Nanosesarma batavicum is een krabbensoort uit de familie van de Sesarmidae. De wetenschappelijke naam van de soort is voor het eerst geldig gepubliceerd in 1903 door Moreira.